# Ikok
Le Okok est un plat traditionnel du peuple Beti préparé avec les feuilles de Gnetum sp. dont il porte le nom en langue locale. La plante est appelée Ikok par les Bassa, Okok chez les Béti ; Hèkok chez les Banen, Eru chez les Banyang, Ikiokio chez les Yambassa, Kiwa chez les Bafia, Koko à l'Est du Cameroun ou encore Ekoke chez les Douala.

## Préparation
Préparations plébiscitées par plusieurs ethnies du Cameroun, les plats à base du Gnetum sp. varient en fonction des communautés. Chez les populations Bassa et Banen, les feuilles de Gnetum sp. sont finement hachées, nettoyées et précuites pendant des heures dans le jus de noix de palme. Selon les convenances, la viande notamment de bœuf est ajoutée dans cette cuisson. En outre, les graines de gourd-pistache sont grillés au feu, écrasées et trempées dans de l'eau pour en faire des boules. Les boules rondes de gourd-pistaches sont ensuite ajoutées à la préparation. Les crabes, le sel et les écrevisses sont également ajoutés pour assaisonner la préparation. Parallèlement, l’arachide est légèrement grillé, écrasé puis ajouté dans les vingt dernières minutes de la cuisson du plat. Le plat de Ikok est servi accompagné du taro appelé Mañga en langue Bassa ou du manioc.

## Variantes ethniques
Les Eton préparent leur plat à base de Gnetum sp. dans le jus de noix de palme accompagné de l’arachide en grande quantité et du sucre. Les Ewondo eux le font sans sucres et peuvent rajouter des écrevisses. Quant aux populations du Sud-Ouest et du Nord-Ouest, les feuilles de Gnetum sp. sont mélangées aux épinards sauvages encore Saba-Saba dans les langues locales accompagnées de la peau de bœuf et de l’huile rouge selon les convenances. Les peuples Bafia et Yambassa préparent leurs feuilles de Gnetum sp. avec le jus de noix de palme ou de l’huile rouge, peu d’arachide mais y ajoutent également un peu de gourd-pistache localement appelé pistache. Les populations pygmées découpent et macèrent leurs feuilles dans de l’huile. D'autres variantes existent dans plusieurs ethnies des peuples d'Afrique centrale.